# Concetta Lombardo
Concetta Lombardo (ur. 7 lipca 1924 w Stalettì, zm. 22 sierpnia 1948 w Stalettì) – włoska Służebnica Boża Kościoła katolickiego, tercjarka franciszkańska.

## Życiorys
Concetta Lombardo urodziła się 7 lipca 1924 roku w Stalettì. Gdy była dzieckiem zmarł jej ojciec. Szczególnie zajmowała się z gospodarstwem. Była członkinią Akcji Katolickiej, a także katechetką. Wstąpiła do Trzeciego Zakonu św. Franciszka z Asyżu. Zginęła w obronie czystości, mając zaledwie 24 lata. 